# Předín
Předín (in tedesco Pröding) è un comune della Repubblica Ceca facente parte del distretto di Třebíč, nella regione di Vysočina.